# Simpsonovi (18. řada)
Osmnáctá řada amerického animovaného seriálu Simpsonovi je pokračování sedmnácté řady tohoto seriálu. Byla vysílána na americké televizní stanici Fox od 10. září 2006 do 20. května 2007. V Česku pak tato řada měla premiéru 15. června 2008 na ČT2. Řada má celkem 22 dílů.

## Zajímavosti
- Simpsonovi oslavili 20 let své existence. V dubnu 1987 se poprvé objevili v The Tracey Ullman Show.
- V dílu Speciální čarodějnický díl XVII je na začátku závěrečných titulků pravděpodobně odkaz na den vydání filmu Simpsonovi ve filmu.
- Hlavní postava knihy v dílu Parťáci je parodií na Albuse Brumbála.
- Název dílu Kill Gil – první a druhý díl je odkaz na sérii filmů Kill Bill.
- V dílu Romouš a Julizna se Selma již popáté vdá.
- Úvodní sekvence dílu Homerazzi je dlouhá téměř 2 a půl minuty, což z ní dělá jednu z nejdelších v historii.
- V dílu Pařanka Marge hraje Marge hru, která je parodií na World of Warcraft.
- Celý díl 24 minut je parodií na seriál 24 hodin.
- Díl Jak si Kent pustil pusu na špacír je jubilejní 400. díl. Je to taky první a jediný díl, kde se Kent objevil jako hlavní postava.

## Hostující známé osobnosti
V 18. řadě se objevilo mnoho hostů.
- Metallica – 1. díl
- Joe Pantoliano – 1. díl
- Joe Mantegna – 1. díl
- Meg a Jack White – 2. díl
- Phil McGraw – 4. díl
- Fran Drescher – 4. díl
- Richard Lewis – 4. díl
- Kiefer Sutherland – 4. a 21. díl
- Tom Wolfe – 6. díl
- Gore Vidal – 6. díl
- Elvis Stojko – 9. díl
- Natalie Portman – 12. díl
- Jon Lovitz – 16. díl
- Betty Whiteová – 16. díl
- Ronaldo – 17. díl
- Maurice LaMarche – 4., 5., 20. a 22. díl

## Ocenění
Na 35. ročníku předávání cen Annie vyhráli Alf Clausen a Michael Price cenu za „Nejlepší hudbu v animované televizní produkci“ v dílu Zpívá celá spodina. Ian Maxtone-Graham a Billy Kimball vyhráli cenu za „Nejlepší scénář v animované televizní produkci“ za díl 24 minut.
Jeff Westbrook vyhrál WGA Award (ocenění za scénář) za díl Kill Gil – první a druhý díl. Matt Selman byl na tuto cenu nominován za díl Parťáci a John Frink za díl Stůj, nebo můj pes vystřelí.

## Seznam dílů
| Č. v seriálu | Č. v řadě | Původní název                                  | Český název                                                                   | Režie                                      | Scénář                             | Premiéra v USA     | Premiéra v ČR      | Produkční kód |
| --- | --------- | ---------------------------------------------- | ----------------------------------------------------------------------------- | ------------------------------------------ | ---------------------------------- | ------------------ | ------------------ | ------------- |
| 379 | 1         | The Mook, the Chef, the Wife and Her Homer     | Žabař, kuchař, manželka a její Homer                                          | Michael Marcantel                          | Bill Odenkirk                      | 10. září 2006      | 15. června 2008    | HABF15        |
| Líza se seznámí s Michaelem, synem mafiánského bose Tlustého Tonyho. |           |                                                |                                                                               |                                            |                                    |                    |                    |               |
| 380 | 2         | Jazzy and the Pussycats                        | O jazzu a jiné zvířeně                                                        | Steven Dean Moore                          | Daniel Chun                        | 17. září 2006      | 22. června 2008    | HABF18        |
| Bart dostane bicí soupravu a stane se členem lokální jazzmanské skupiny, což je pozice, o kterou Líza stojí celý život. |           |                                                |                                                                               |                                            |                                    |                    |                    |               |
| 381 | 3         | Please Homer, Don't Hammer 'Em                 | Kladivo na Homera                                                             | Mike B. Anderson pomocná režie: Ralph Sosa | Matt Warburton                     | 24. září 2006      | 29. června 2008    | HABF20        |
| Homer si koupí Knihovničku truhláře. Truhlářem se ale stane Marge. Spolu začnou předstírat, že práci, kterou vykonala Marge, udělal Homer. |           |                                                |                                                                               |                                            |                                    |                    |                    |               |
| 382 | 4         | Treehouse of Horror XVII                       | Speciální čarodějnický díl                                                    | David Silverman a Matthew Faughnan         | Peter Gaffney                      | 5. listopadu 2006  | 7. září 2008       | HABF17        |
| Manželství s blobem – Homer sní mimozemský sliz a začne se přejídat. Jak je důležité míti golema – Bart si pořídí golema, který pro něj udělá cokoliv. Den, kdy Země vypadala hloupě – Obyvatelé Springfieldu jsou napáleni rozhlasovou hrou. |           |                                                |                                                                               |                                            |                                    |                    |                    |               |
| 383 | 5         | G.I. (Annoyed Grunt)                           | Osudy dobrého vojáka Homera                                                   | Nancy Kruseová                             | Daniel Chun                        | 12. listopadu 2006 | 14. září 2008      | HABF21        |
| Homer narukuje do armády. Po výcviku se koná cvičení a on hraje roli nepřítele. Schová se ve městě a kapitán město obsadí. |           |                                                |                                                                               |                                            |                                    |                    |                    |               |
| 384 | 6         | Moe'N'a Lisa                                   | Vočko veršotepcem                                                             | Mark Kirkland                              | Matt Warburton                     | 19. listopadu 2006 | 21. září 2008      | HABF19        |
| Líza se spřátelí s Vočkem. Sestaví z jeho útržků báseň a stane se z něho slavný básník. |           |                                                |                                                                               |                                            |                                    |                    |                    |               |
| 385 | 7         | Ice Cream of Margie (with the Light Blue Hair) | Umění na špejli                                                               | Matthew Nastuk                             | Carolyn Omineová                   | 26. listopadu 2006 | 28. září 2008      | HABF22        |
| Homer je znovu vyhozen ze své práce v elektrárně a pořídí si zmrzlinářské auto. Marge začne ze dřívek z nanuků stavět sochy. |           |                                                |                                                                               |                                            |                                    |                    |                    |               |
| 386 | 8         | The Haw-Hawed Couple                           | Parťáci                                                                       | Chris Clements                             | Matt Selman                        | 10. prosince 2006  | 5. října 2008      | JABF02        |
| Bart se skamarádí s Nelsonem. Homer čte Líze čte knihu Angelica Buttonová. |           |                                                |                                                                               |                                            |                                    |                    |                    |               |
| 387 | 9         | Kill Gil, Volumes I & II                       | Kill Gil – první a druhý díl                                                  | Bob Anderson                               | Jeff Westbrook                     | 17. prosince 2006  | 12. října 2008     | JABF01        |
| Kvůli Simpsonovým je Gil Gunderson vyhozen z práce a usídlí se u nich doma. |           |                                                |                                                                               |                                            |                                    |                    |                    |               |
| 388 | 10        | The Wife Aquatic                               | Akvamanželka                                                                  | Lance Kramer                               | Kevin Curran                       | 7. ledna 2007      | 19. října 2008     | JABF03        |
| V letním kině Patty a Selma promítnou film s Margina mládí v Barnacle Bay. Homer jí tam proto vezme na dovolenou, ale už to tam nevypadá jako kdysi.                                                                                          |           |                                                |                                                                               |                                            |                                    |                    |                    |               |
| 389 | 11        | Revenge Is a Dish Best Served Three Times      | Pomsta bývá nejsladší natřikrát                                               | Michael Polcino                            | Joel H. Cohen                      | 28. ledna 2007     | 26. října 2008     | JABF05        |
| Marge, Bart a Líza vypráví 3 příběhy o pomstě a snaží se tím Homer přesvědčit, že pomsta není žádným řešením. |           |                                                |                                                                               |                                            |                                    |                    |                    |               |
| 390 | 12        | Little Big Girl                                | Malá velká holka                                                              | Raymond S. Persi                           | Don Payne                          | 11. února 2007     | 2. listopadu 2008  | JABF04        |
| Líza si píše referát o kořenech své rodiny. Vymyslí si ale vlastní indiánský kmen Hitachiů. Bart zachrání město před požárem a dostává od starosty řidičský průkaz.                                                                           |           |                                                |                                                                               |                                            |                                    |                    |                    |               |
| 391 | 13        | Springfield Up                                 | Vyrůstáme ve Springfieldu                                                     | Chuck Sheetz                               | Matt Warburton                     | 18. února 2007     | 16. listopadu 2008 | JABF07        |
| Declan Desmond před 32 lety vyzpovídal skupinu školáků. Každých 8 let je znovu navštívil a vytvořil filmovou kroniku jejich života. Při jeho poslední návštěvě Homer předstírá, že je milionář.                                               |           |                                                |                                                                               |                                            |                                    |                    |                    |               |
| 392 | 14        | Yokel Chords                                   | Zpívá celá spodina (ČT, Prima) Zpívá celá rodina (Disney+)                    | Susie Dietterová                           | Michael Price                      | 4. března 2007     | 23. listopadu 2008 | JABF09        |
| Bart vymyslí příběh o Krvavém Stanley. Je poslán k psychiatrovi. Líza se rozhodne učit Cletusovy děti. |           |                                                |                                                                               |                                            |                                    |                    |                    |               |
| 393 | 15        | Rome-Old and Juli-Eh                           | Romouš a Julizna                                                              | Nancy Kruseová                             | Daniel Chun                        | 11. března 2007    | 30. listopadu 2008 | JABF08        |
| Selma se již popáté vdává, tentokrát za Abrahama Simpsona |           |                                                |                                                                               |                                            |                                    |                    |                    |               |
| 394 | 16        | Homerazzi                                      | Homerazzi                                                                     | Matthew Nastuk                             | J. Stewart Burns                   | 25. března 2007    | 7. prosince 2008   | JABF06        |
| Simpsonovi si prohlížejí své nové fotky a na jedné uvidí Duffmana s Kozarelou. Homer fotku prodá bulváru. Homer zjistí, že za takové fotky platí hodně, a stane se z něj paparazzi.                                                           |           |                                                |                                                                               |                                            |                                    |                    |                    |               |
| 395 | 17        | Marge Gamer                                    | Pařanka Marge (ČT, Prima) Pařmenka Marge (Disney+)                            | Bob Anderson                               | J. Stewart Burns                   | 22. dubna 2007     | 14. prosince 2008  | JABF10        |
| Marge je ztrapněna, protože nemá e-mailovou adresu. Pořídí si tedy internet a začne hrát on-line hru, kterou hraje i Bart. Líza mezitím hraje fotbal a Homer dělá rozhodčího.                                                                 |           |                                                |                                                                               |                                            |                                    |                    |                    |               |
| 396 | 18        | The Boys of Bummer                             | Zmýlená neplatí                                                               | Rob Oliver                                 | Michael Price                      | 29. dubna 2007     | 21. prosince 2008  | JABF11        |
| Springfieldský baseballový tým vyhraje zápas a dělí je už jen jeden od mistrovského titulu. V tomto zápase ale Bart pustí rozhodující míček, jeho tým prohraje už skoro vyhraný zápas a celé město ho začne nenávidět.                        |           |                                                |                                                                               |                                            |                                    |                    |                    |               |
| 397 | 19        | Crook and Ladder                               | Hoří!                                                                         | Lance Kramer                               | Bill Odenkirk                      | 6. května 2007     | 28. prosince 2008  | JABF13        |
| Homer zmrzačí Springfieldský hasičský sbor. Aby to městu oplatil, tak se stane dobrovolným hasičem. |           |                                                |                                                                               |                                            |                                    |                    |                    |               |
| 398 | 20        | Stop or My Dog Will Shoot                      | Stůj, nebo můj pes vystřelí (ČT, Disney+) Stop, nebo můj pes vystřelí (Prima) | Matthew Faughnan                           | John Frink                         | 13. května 2007    | 4. ledna 2009      | JABF12        |
| Spasitel zachrání Homera a všimne si toho šerif. Ten ho pošle do policejní školy a stane se z něj policejní pes. |           |                                                |                                                                               |                                            |                                    |                    |                    |               |
| 399 | 21        | 24 Minutes                                     | 24 minut                                                                      | Raymond S. Persi                           | Billy Kimball a Ian Maxtone-Graham | 20. května 2007    | 11. ledna 2009     | JABF14        |
| Školní jarmark moučníků ohrožuje bomba a Bart se ji snaží zneškodnit. |           |                                                |                                                                               |                                            |                                    |                    |                    |               |
| 400 | 22        | You Kent Always Say What You Want              | Jak si Kent pustil pusu na špacír                                             | Matthew Nastuk                             | Tim Long                           | 20. května 2007    | 18. ledna 2009     | JABF15        |
| Kent Brockman řekne v televizi sprosté slovo a je vyhozen z práce. |           |                                                |                                                                               |                                            |                                    |                    |                    |               |